# Эль-Татио

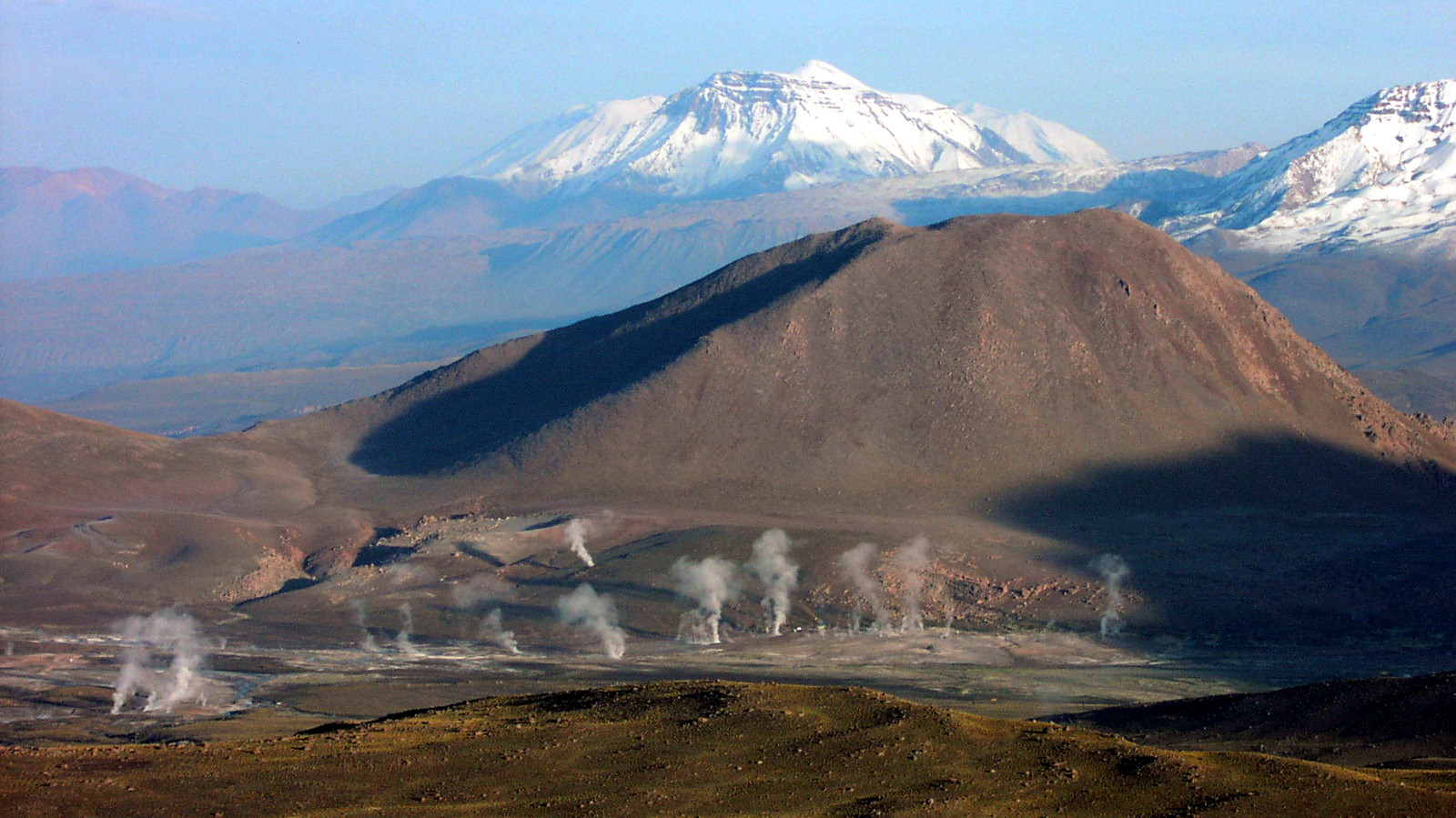
Общий вид

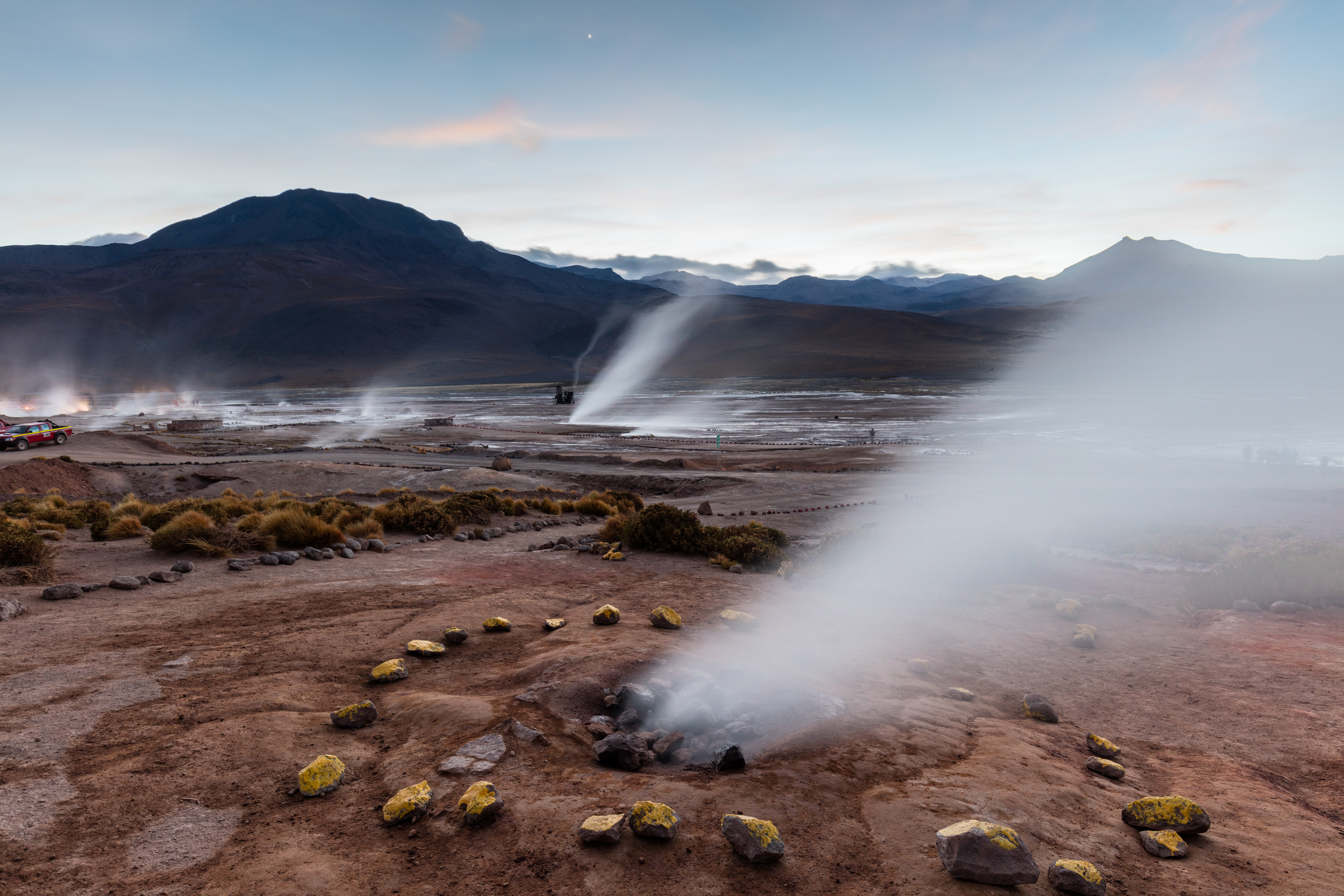

Эль-Татио (El Tatio) — геотермальное поле на севере Чили, в Андах, на высоте 4320 метров над уровнем моря. Это третье по величине гейзерное поле в мире (после Йеллоустонского и Камчатского), одно из самых высокогорных (наряду с расположенным в 30 км отсюда геотермальным полем Соль-де-Маньяна) и крупнейшее в Южном полушарии. Административно относится к муниципалитету Калама области Антофагаста.
Эль-Татио состоит из множества (по некоторым источникам, 67) невысоких (средняя высота 75 см) гейзеров, горячих источников и связанных с ними отложений кремнезёма. Вода из этих горячих источников образует реку Рио-Саладо, которая впадает в Лоа, насыщая её такими опасными химическими соединениями геотермального происхождения, как мышьяк. В геотермальных выходах обитают гипертермофилы (микроорганизмы-экстремофилы). Эль-Татио интересен для учёных тем, что позволяет изучать образование натечных отложений, аналогичных образовавшимся на Земле более 3 миллиардов лет назад и содержащим самые ранние свидетельства существования жизни вне морской среды.
Эль-Татио лежит у западного подножия цепочки стратовулканов, которые тянутся вдоль границы между Чили и Боливией. Эта серия вулканов является частью центральной вулканической зоны Анд и вулканического комплекса Альтиплано-Пуна — скопления крупных кальдер и связанных с ними игнимбритов, которые были источниками суперизвержений между 10 миллионами и 1 миллионом лет назад. Некоторые из этих кальдер могут быть источником тепла для геотермальной системы Эль-Татио. Каких-либо записей об извержениях данных вулканов в исторический период не имеется.
Эль-Татио достаточно популярно среди туристов, посещающих Северное Чили. Во второй половине XX веке предпринимались попытки извлечения геотермальной энергии, но после опасной аварии в 2009 году энергетическая разработка геотермального поля была приостановлена.